# Diócesis de Jataí
La diócesis de Jataí (en latín: Dioecesis Iataiensis y en portugués: Diocese de Jataí) es una circunscripción eclesiástica de la Iglesia católica en Brasil. Se trata de una diócesis latina, sufragánea de la arquidiócesis de Goiânia. 

## Territorio y organización
La diócesis tiene 58 997 km² y extiende su jurisdicción sobre los fieles católicos de rito latino residentes en 24 municipios del estado de Goiás: Aparecida do Rio Doce, Aporé, Caçu, Cachoeira Alta, Castelândia, Chapadão do Céu, Gouvelândia, Itajá, Itarumã, Jataí, Lagoa Santa, Maurilândia, Mineiros, Montividiu, Paranaiguara, Perolândia, Portelândia, Quirinópolis, Rio Verde, Santa Helena de Goiás, São Simão, Santa Rita do Araguaia, Santo Antônio da Barra y Serranópolis.
La sede de la diócesis se encuentra en la ciudad de Jataí, en donde se halla la Catedral del Espíritu Santo.
En 2019 en la diócesis existían 31 parroquias.

## Historia
La prelatura territorial de Jataí fue erigida el 21 de junio de 1929 con la bula Sollicitudo quae in omnes del papa Pío XI, obteniendo el territorio de la diócesis de Goiás.
Originalmente sufragánea de la arquidiócesis de Mariana, el 18 de noviembre de 1932 pasó a formar parte de la provincia eclesiástica de la arquidiócesis de Goiás (hoy diócesis).
El 26 de marzo de 1956 la prelatura territorial fue elevada a diócesis con la bula Quo aptiori del papa Pío XII y al mismo tiempo se convirtió en sufragánea de la arquidiócesis de Goiânia.
El 25 de noviembre de 1961 cedió una parte de su territorio para la erección de la prelatura territorial de São Luís de Montes Belos (hoy diócesis de São Luís de Montes Belos) mediante la bula Cum venerabilis del papa Juan XXIII.
El 2 de octubre de 1993 se consagró la Catedral del Espíritu Santo.

## Estadísticas
De acuerdo al Anuario Pontificio 2020 la diócesis tenía a fines de 2019 un total de 515 000 fieles bautizados.
| Año                                                                             | Población            | Población | Población      | Sacerdotes | Sacerdotes    | Sacerdotes    | Bautizados por sacerdote | Diáconos permanentes | Religiosos | Religiosos | Parroquias |
| Año                                                                             | Bautizados católicos | Total     | % de católicos | Total      | Clero secular | Clero regular | Bautizados por sacerdote | Diáconos permanentes | Varones    | Mujeres    | Parroquias |
| ------------------------------------------------------------------------------- | -------------------- | --------- | -------------- | ---------- | ------------- | ------------- | ------------------------ | -------------------- | ---------- | ---------- | ---------- |
| 1950                                                                            | 130 000              | ?         | ?              | 6          |               | 6             | 21 666                   |                      |            | 8          | 4          |
| 1966                                                                            | 200 000              | 247 879   | 80.7           | 23         | 5             | 18            | 8695                     |                      | 24         | 49         | 13         |
| 1970                                                                            | 250 000              | 300 000   | 83.3           | 31         | 8             | 23            | 8064                     | 1                    | 28         | 67         | 15         |
| 1976                                                                            | 320 000              | 390 000   | 82.1           | 28         | 3             | 25            | 11 428                   | 2                    | 32         | 52         | 15         |
| 1980                                                                            | 363 000              | 420 000   | 86.4           | 26         | 4             | 22            | 13 961                   | 1                    | 26         | 53         | 15         |
| 1990                                                                            | 323 000              | 341 000   | 94.7           | 25         | 7             | 18            | 12 920                   | 9                    | 19         | 78         | 23         |
| 1999                                                                            | 400 000              | 500 000   | 80.0           | 31         | 19            | 12            | 12 903                   | 19                   | 12         | 48         | 27         |
| 2000                                                                            | 400 000              | 500 000   | 80.0           | 31         | 20            | 11            | 12 903                   | 19                   | 11         | 53         | 27         |
| 2001                                                                            | 420 000              | 520 000   | 80.8           | 30         | 17            | 13            | 14 000                   | 21                   | 13         | 53         | 27         |
| 2002                                                                            | 429 000              | 530 000   | 80.9           | 28         | 17            | 11            | 15 321                   | 20                   | 11         | 56         | 27         |
| 2003                                                                            | 430 000              | 530 000   | 81.1           | 31         | 19            | 12            | 13 870                   | 19                   | 12         | 58         | 27         |
| 2004                                                                            | 430 000              | 530 000   | 81.1           | 29         | 17            | 12            | 14 827                   | 18                   | 12         | 54         | 27         |
| 2006                                                                            | 441 000              | 543 000   | 81.2           | 37         | 24            | 13            | 11 918                   | 17                   | 13         | 52         | 28         |
| 2013                                                                            | 484 000              | 593 000   | 81.6           | 43         | 28            | 15            | 11 255                   | 16                   | 15         | 59         | 29         |
| 2016                                                                            | 496 000              | 595 423   | 83.3           | 42         | 23            | 19            | 11 809                   | 15                   | 22         | 54         | 29         |
| 2019                                                                            | 515 000              | 619 700   | 83.1           | 31         | 21            | 10            | 16 612                   | 10                   | 12         | 45         | 31         |
| Fuente: Catholic-Hierarchy, que a su vez toma los datos del Anuario Pontificio. |                      |           |                |            |               |               |                          |                      |            |            |            |

## Episcopologio
- Germán Vega Campón, O.S.A. † (19 de abril de 1941 - 8 de mayo de 1955 renunció)
- Abel Ribeiro Camelo † (17 de enero de 1957 - 14 de mayo de 1960 nombrado obispo de Goiás)
- Benedito Domingos Vito Coscia, O.F.M. † (8 de junio de 1961 - 24 de febrero de 1999 retirado)
- Miguel Pedro Mundo † (24 de febrero de 1999 - 19 de mayo de 1999 falleció)
- Aloísio Hilário de Pinho, F.D.P. † (22 de diciembre de 1999 - 16 de diciembre de 2009 retirado)
- José Luiz Majella Delgado, C.SS.R. (16 de diciembre de 2009 - 28 de mayo de 2014 nombrado arzobispo de Pouso Alegre)
- Nélio Domingos Zortea (18 de noviembre de 2015 - 29 de marzo de 2023 nombrado obispo de Cruz Alta)
- Joaquim Carlos Carvalho, O.S.B. (18 de noviembre de 2023 - ...)